# Schulmann (Adelsgeschlecht)

Wappen derer von Schulmann

Schulmann ist der Name eines estländischen, später auch in Schweden und Finnland verbreiteten, Adelsgeschlechts.

## Geschichte
Das Geschlecht wurde 1495 mit Heinrich Scholman vom Ordensmeister Wolter von Plettenberg zu Tomel in Estland für geleistete Kriegsdienste belehnt. 1634 erfolgte die Introduzierung (Nr. 176) bei der Adelsklasse der Schwedischen Ritterschaft, 1764 die Immatrikulation in die Estländischen Ritterschaft 1780, die Immatrikulation in die Oeselschen Ritterschaft und 1818 die Introduzierung (Nr. 13) bei der Finnländischen Ritterschaft.

## Wappen
Das Wappen zeigt in Gold ein ausgebrochenes, liegendes schwarzes Dreieck. Auf dem Helm mit schwarz-goldenem Wulst (oder Helmkrone) und schwarz-goldenen Decken das Dreieck.

## Angehörige
- Alexander Leonard Carl Schulmann (1819–1890), russischer Generalleutnant
- Berend Johann von Schulmann (1660–1746), estländischer Ritterschaftshauptmann[1]
- Bernhard von Schulmann (1854–1908), Bergingenieur und Sänger[2]
- Carl Schulmann (1852–1903), russischer Generalmajor
- Ernst Leopold von Schulmann (1831–1903), Architekt[3]
- Friedrich Reinhold von Schulmann (1774–1845), russischer General der Artillerie[4]
- Gustav von Schulmann (1779–1835), russischer Generalleutnant[5]
- Hans von Schulmann (1893–1976), Erfinder und Pianist[6]
- Heinrich Schulmann zu Thomel († 1613), oeselscher Landrat und dänischer Hauptmann zu Soneburg
- Helmut von Schulmann (1891–1968), Diplomat, Journalist und Volkswirt[7]
- Hugo Schulmann (1850–1919), russischer Generalmajor
- Karl Gustav von Schulmann (1702–1765), Erfinder und Zeichner[8]
- Nikolai von Schulmann (1828–1900), russischer General der Infanterie[9]
- Otto von Schulmann (1888–1964), Fabrikdirektor[10]
- Rudolf von Schulmann (1814–1874), russischer Generalleutnant[11]
- Zacharias Woldemar (Vladimir) von Schulmann (1813–1872), russischer Marinemaler[12]